# اونیدا (ویرجینیای غربی)
اونیدا (به انگلیسی: Uneeda) یک منطقهٔ مسکونی در ایالات متحده آمریکا است که در شهرستان بونی، ویرجینیای غربی واقع شده‌است.